# Río Riaza
El río Riaza es un curso de agua del interior de la península ibérica, afluente del Duero, que nace en la vertiente norte de la sierra de Ayllón y discurre por las provincias españolas de Segovia y Burgos. 

## Curso
Nace en la fuente del Cancho, ubicada en el hayedo de la Pedrosa a 1 m de la carretera que sube al puerto de la Quesera, en el término municipal de Riofrío de Riaza (provincia de Segovia) y desemboca en el río Duero por su margen izquierda, en Roa (provincia de Burgos).
Tiene como afluentes principales el Riaguas (antiguamente citado como Chico) que se le une cerca de Alconadilla por la margen izquierda y el Aguisejo (antiguamente citado como Grado o Ayllón), que desemboca en él en Languilla por la margen derecha. Riega una cuenca de 1082 km² y recorre 114 km desde su nacimiento hasta su desembocadura, cruzando las provincias de Segovia y Burgos.
El río pasa por las poblaciones segovianas de Riaza, Gomeznarro, Cincovillas, Ribota, Saldaña de Ayllón, Santa María de Riaza, Languilla, Aldealengua de Santa María, Alconadilla, Maderuelo (donde se sitúa el pantano de Linares) y Montejo de la Vega de la Serrezuela y por la burgalesas de Milagros, Moradillo de Roa, Torregalindo, Hontangas, Adrada de Haza, Fuentemolinos, Fuentecén y Hoyales de Roa, desaguando al Duero en el término municipal de Roa. 
Entre Maderuelo y Montejo el río salvaba un desnivel de 100 m, dando la potencia al río para tallar la zona de las hoces que forma el parque natural y que facilitó la construcción del pantano de Linares. Además de en Linares, su caudal se encuentra embalsado aguas arriba cerca de Riofrío. Uno de los puentes por los que pasa es el puente de Roa-Riaza.

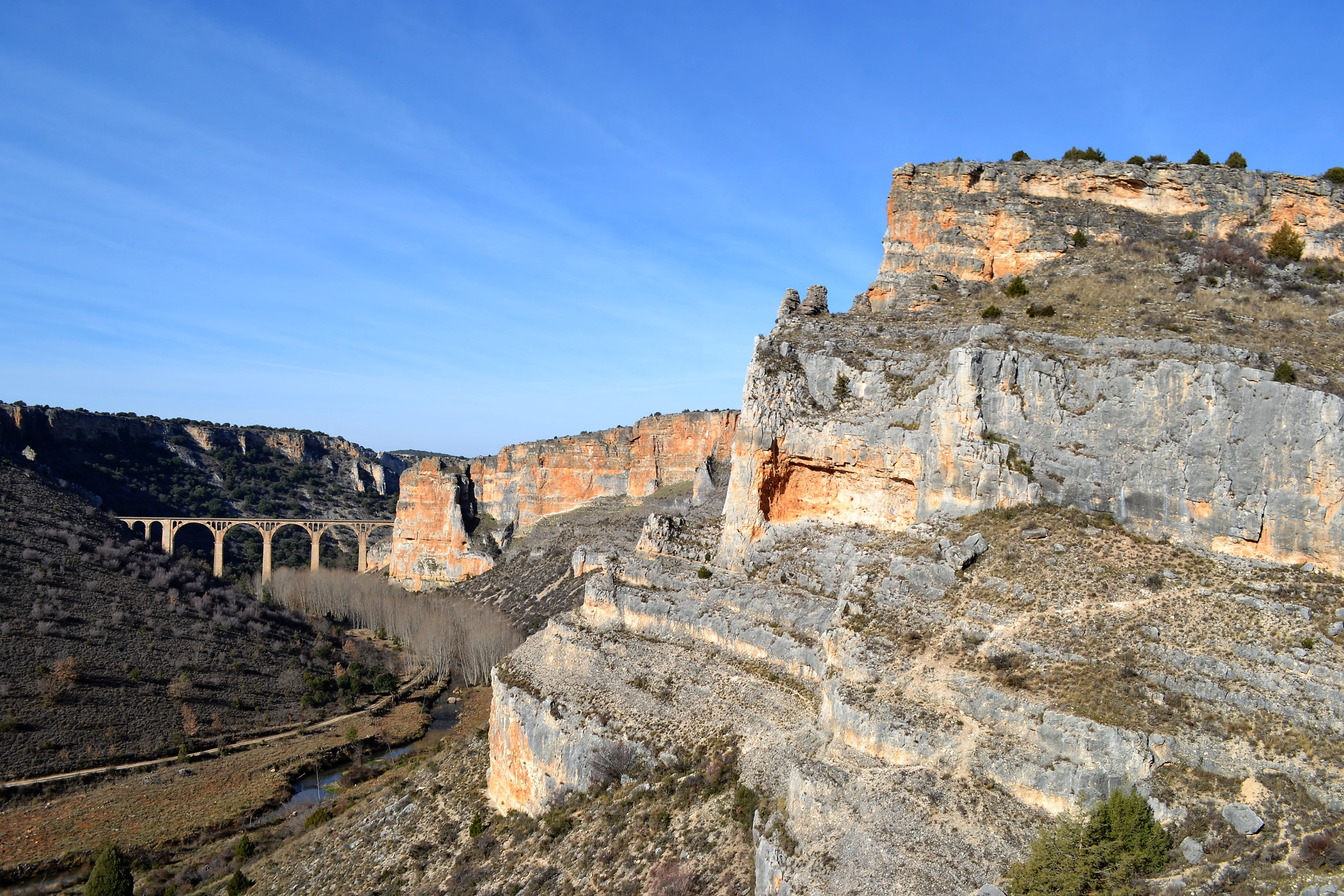
Hoces del río Riaza

El río a su paso por Maderuelo y Montejo forma unas hoces declaradas parque natural de las hoces del río Riaza con amplia presencia de buitres. Dicho parque fue auspiciado por Félix Rodríguez de la Fuente.

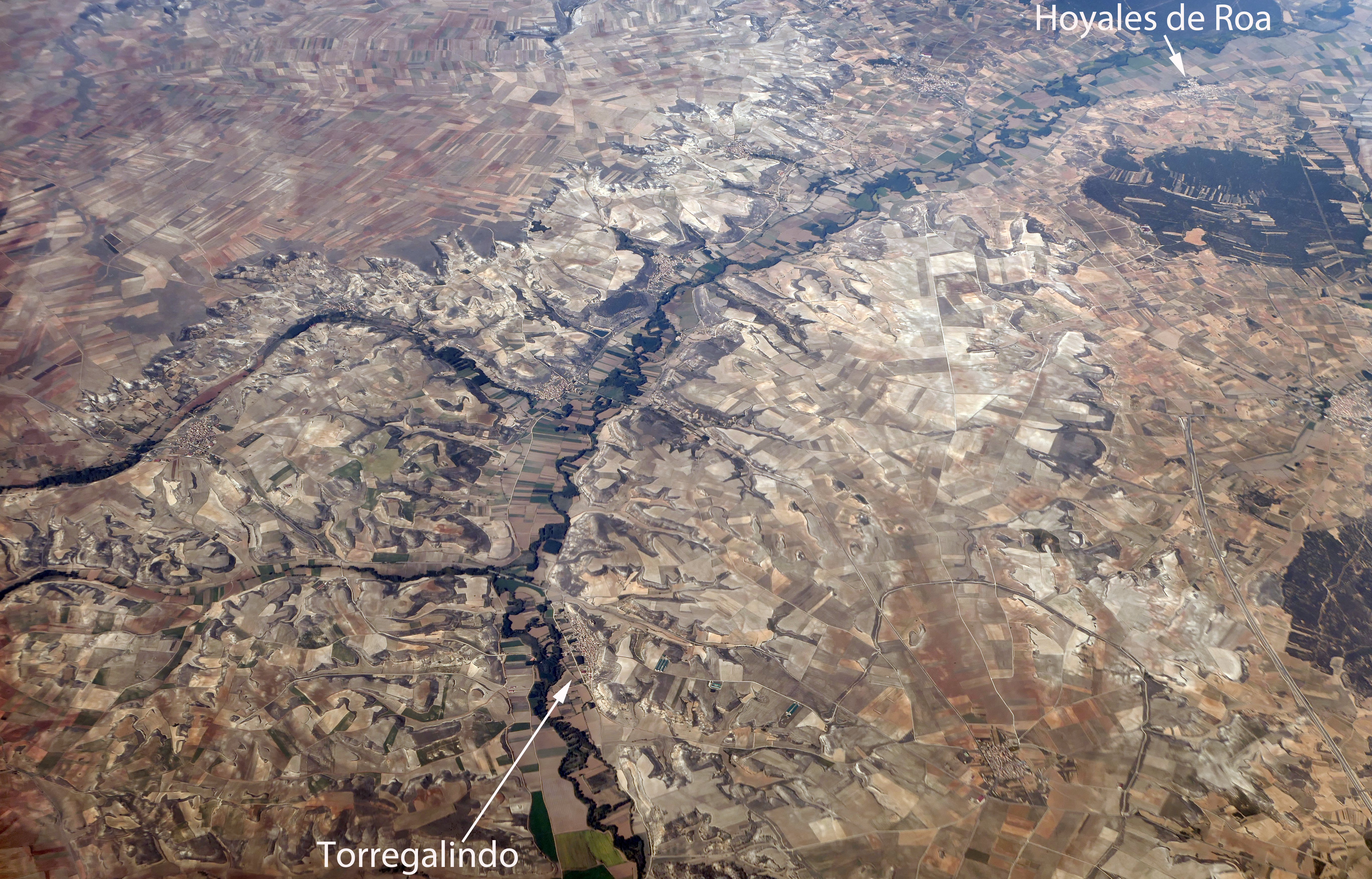
El río Riaza entre Torregalindo y Hoyales de Roa.

Una de las versiones que hay en torno a la etimología del hidrónimo hace referencia a la comarca burgalesa de Haza (o Aza) que atraviesa antes de su desembocadura en el Duero. Así, sería el río Aza: Riaza.
El río aparece descrito en el decimotercer volumen del Diccionario geográfico-estadístico-histórico de España y sus posesiones de Ultramar de Pascual Madoz de la siguiente manera:

RIAZA: r. en la prov. de Segovia, part. jud. de su mismo nombre, se forma de varios manantiales, que hay al S. de Riofrio y como á 1/4 de leg. de él. Su nacimiento dista unas 3 leg. del puerto de Somosierra, cuya cord. sigue hacia el O. durante su curso. Al principio tiene la suficiente agua para impulsar la rueda de un molino harinero, aumentándose casi el duplo durante el invierno. Pasa por los pueblos de Maderuelo, Montejo de la Vega, Riofrio, Riaza, Gomeznarro, Cincovillas, Rivota, Saldaña, Sta. Maria y Languilla donde recibe las aguas del Aillon. Sigue hacia Aldealuenga, desp. de Ventosilia, Alconadilla, Linares y granja llamada Camar llega al desp. de Valdeherreros, por donde sale del part. para entrar en el de Aranda (prov. de Burgos). Corre con direccion á Milagros, pasa inmediato á Torregalindo; baña el térm. de Aza, sigue hacia Hoyales (part. jud. de Roa) antes de llegar á cuyo punto se divide en dos brazos, el de la der. forma un medio circulo y pasa por el N. de Berlangas, para descender hacia el SO é incorporarse con el de la izq. antes de llegar á su confluencia con el Duero. Durante su curso impulsa las máquinas de mas de 40 molinos harineros y de varios batanes; fertilizando porción de terreno de los pueblos por donde pasa: en casi todos ellos y en varios puntos de su térm., le cruzan puentes, la mayor parte de madera que falitan su paso. Lleva bastante caudal de agua, especialmente mientras corre por la prov. de Burgos. Cria pesca de barbos, truchas, anguilas y otros peces.
(Madoz, 1849, p. 450)